# ペチン県
ペチン県（ペチンけん、アルバニア語: Rrethi i Peqinit、英語: Peqin District）は、アルバニアのエルバサン州に属する県。2010年1月1日現在の人口は31,004人で、面積は191km2である。県都はペチン。

## 下部行政区画

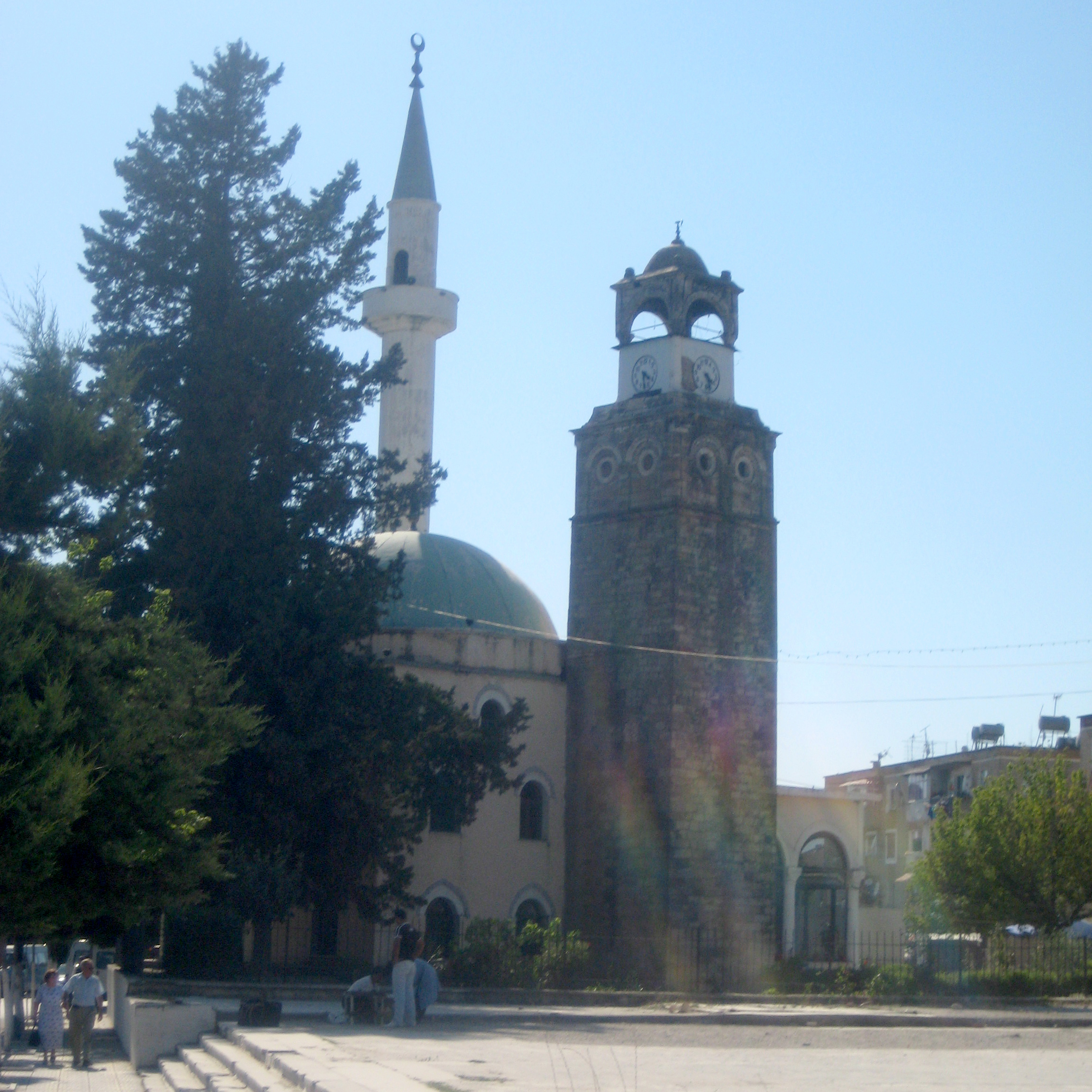
ペチンのモスク

- Bashkia Peqin（ペチン）
- Komuna Gjocaj
- Komuna Karinë
- Komuna Pajovë
- Komuna Përparim
- Komuna Shezë